# 職住分離
職住分離（しょくじゅうぶんり）は、職場と住居とが一定以上離れて存在し、両者の間を日常的に通勤する状況、あるいは、そのような者が大勢いる都市構造を指す。

## 概要
大都市においては居住者の多くはサラリーマンであり、交通機関を利用することによって勤務地に通勤をするということから、職住分離がされていると言える。東京ならば多くの人間が郊外のニュータウンなどと呼ばれるような地域に居住し、都心の会社に通勤しているという形で、郊外と都心で職住分離がされているということになる。職住分離というのは時代の流れとともに増大してきているということにもなる。都市部であってもかつての日本ならば、商店などで自営業と呼ばれる形で仕事を行っていた人間も多くいたものの、そのような自営業が減少して代わりにサラリーマンとなる人間が増加しているということからも、職住分離は進んでいるということになる。
職住分離がはじめて成立したのは19世紀のイギリスである。産業革命以後、都市への急速な人口集中によって都市中心部には低賃金労働者が集中してスラムなど不良住宅地区が生まれ、それを嫌ったブルジョワジーたちは郊外に自宅を構え、都心部のオフィスへと通勤するようになった。こうして職住分離が一般化し、通勤需要をまかなうための公共交通機関の発達もはじまって、都心と郊外による都市圏が成立した。

## 震災復興における職住分離
東北地方太平洋沖地震（東日本大震災）における復興では、建築基準法第39条を根拠とする地方公共団体の条例によって災害危険区域が指定されている。同区域に指定されたエリアは被災前に中心市街地・住宅地・漁村・農村・農地・工場などに使用され、工業専用地域以外では住居を建てることが出来、実際に住民が存在したが、指定により住宅の新設および居住が禁止された。そのため元住民たちは災害公営住宅へ引っ越すか、防災集団移転促進事業により造成された住宅地に高台移転することになった。一方、漁港では地盤沈下分を補正して岸壁を再建し、嵩上げされた土地に中心商業地区や加工団地などが形成され、防潮堤の背後に農地が再生されることになり、それらの一部は災害危険区域と重なっている。このため、被災前に職住近接だった漁業従事者・商店主および家族・農業従事者の一部は、職住分離を強いられる結果となった。